# Holmtjärnen (Piteå socken, Norrbotten, 727305-173648)
Holmtjärnen är en sjö i Piteå kommun i Norrbotten och ingår i Lillpiteälvens huvudavrinningsområde.